# Lucien Sainte-Rose
Lucien Sainte-Rose (né le 29 mai 1953 à Fort-de-France) est un athlète français spécialiste du sprint.

## Carrière
Licencié à l'Inter Atlas de la Martinique, puis au Racing Club de France, Lucien Sainte-Rose est sélectionné en équipe de France lors des Jeux olympiques de 1972. Âgé de dix-huit ans seulement, il participe à l'épreuve du 100 mètres et est éliminé au stade des demi-finales après avoir amélioré son record personnel lors du tour précédent (10 s 76). Champion de France du 200 mètres en 1973, il remporte l'année suivante la médaille d'or du relais 4 × 100 mètres lors des Championnats d'Europe de Rome aux côtés de Joseph Arame, Bruno Cherrier et Dominique Chauvelot. L'équipe de France établit la meilleure performance européenne de l'année en 38 s 69 et devance finalement l'Italie et la République démocratique allemande.
En tant qu'étudiant du CREPS de Houlgate, il s’adjuge en 1975 à Paris le titre de champion de France universitaire ASSU seniors en 12 s 2, avec un vent favorable de 2,50 m/s.
Lucien Sainte-Rose se classe septième de la finale du relais 4 × 100 m lors des Jeux olympiques de Montréal. Il remporte dès l'année suivante le titre du 100 m des Championnats de France 1977.

## Records personnels
- 100 m : 10 s 43 (1977)
- 200 m : 20 s 76 (1972)

## Palmarès
| Date | Compétition           | Lieu     | Place | Épreuve   |
| ---- | --------------------- | -------- | ----- | --------- |
| 1974 | Championnats d'Europe | Rome     | 1er   | 4 × 100 m |
| 1976 | Jeux olympiques       | Montréal | 7e    | 4 × 100 m |
| 1979 | Jeux Méditerranéens   | Split    | 1er   | 4 × 100 m |